# Robert von Patow

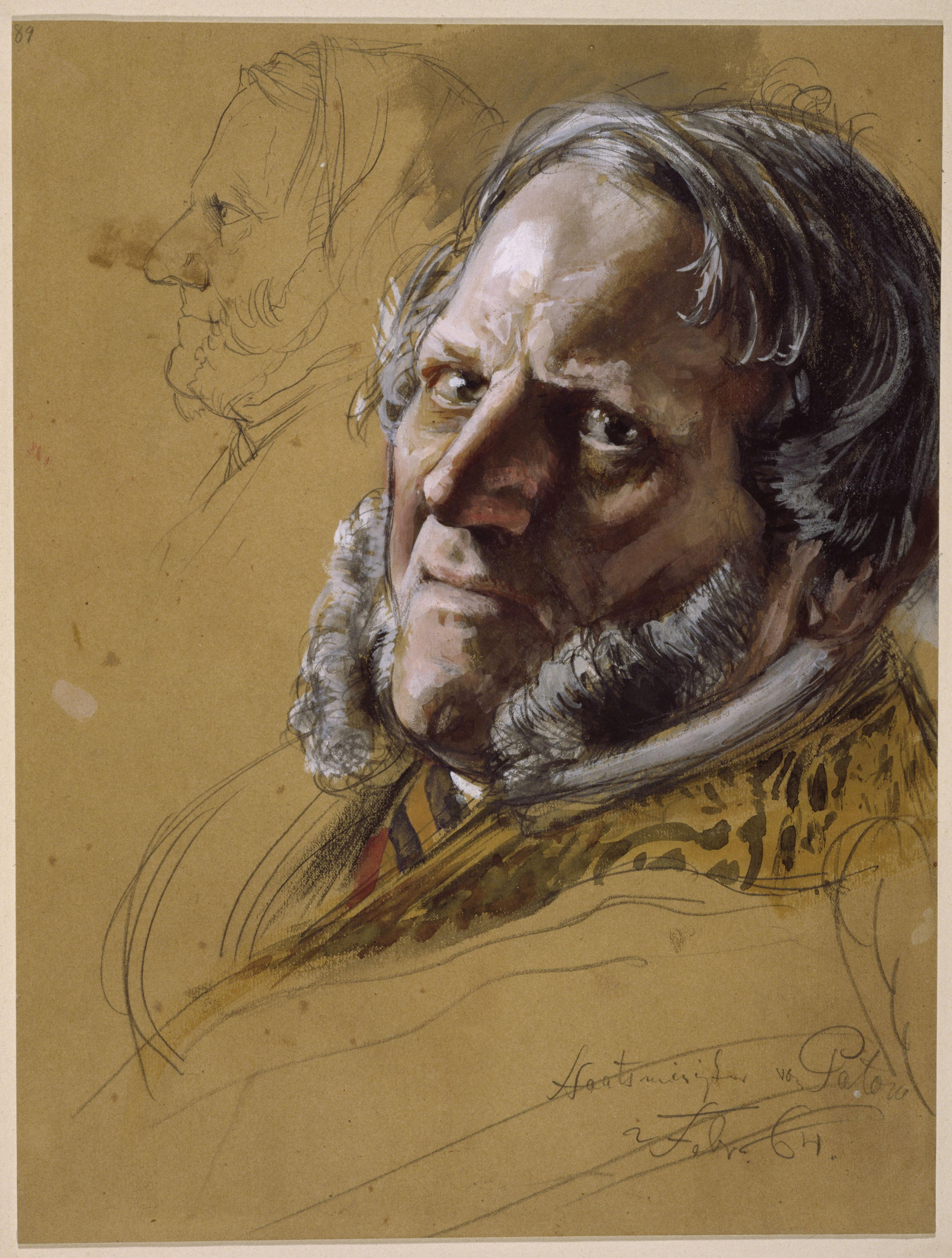
Robert von Patow. (Adolph Menzel : Étude pour le tableau du couronnement de Wilhelm I. Crayon portrait, aquarelle et peinture opaque, sur papier gris-brun, 1865)

Erasmus Robert baron von Patow (né le 10 septembre 1804 à Mallenchen et mort le 5 janvier 1890 à Berlin) est un fonctionnaire et homme politique prussien. Surtout pendant l'ère réactionnaire et l'ère nouvelle dans les années 1850 et 1860, il est l'un des principaux anciens politiciens anciens libéraux de Prusse.

## Origine
Ses parents sont Erasmus Gottfried Bernhard von Patow (1767-1842) et sa femme Johanna Friederike, née von Thermo (1766-1847). Son père est l'héritier de Mallenchen, chambellan prussien et conseiller électoral du margraviat de Basse-Lusace. Il est également nommé baron impérial en 1790. L'administrateur de l'arrondissement de Lübben (de) Bernhard von Patow (de) est son frère. Son frère Hermann von Patow (1801-1884) est député de la chambre des seigneurs de Prusse. Sa sœur Karoline Friederike (1797-1871) épouse le major général prussien Karl von Götz und Schwanenfließ (de). Son neveu Kurt (1836-1902) est marié à Marie von Bodelschwingh (de) (1842-1923), la fille du ministre Carl von Bodelschwingh.

## Période du Vormärz
Après avoir obtenu son diplôme d'études secondaires, il étudie le droit à Berlin, Heidelberg et Leipzig. En 1826, il devient auscultateur au tribunal municipal de Francfort-sur-l'Oder. Dans la même ville, il devient avocat stagiaire au tribunal régional supérieur en 1827. En 1829, il passe à la cour supérieure de Berlin et peu de temps après, il travaille pour le gouvernement du district de Potsdam. Entre 1830 et 1832, von Patow est un « ouvrier non qualifié » (une sorte d' assistant) au ministère prussien de l'Intérieur. Ensuite, il est assesseur du gouvernement, d'abord à nouveau à Potsdam, puis au ministère prussien des Finances. Il y est impliqué dans la préparation de l'établissement de l'union douanière allemande. C'est également à cette époque que von Patow obtient son doctorat en droit.
En 1833, Patow devient député du parlement provincial de Brandebourg. Trois ans plus tard, il est nommé au conseil du gouvernement et en 1837 au conseil secret des finances et au conseil des conférenciers du ministère de la maison royale.
Patow entre en contact étroit avec David Hansemann. Ludolf Camphausen le qualifie de bon médiateur. D'un autre côté, des conservateurs comme Leopold von Gerlach et Otto von Manteuffel - avec qui Patow a parfois été éduqué dans son enfance - se sont montrés hostiles à son égard. Pourtant, dans le Vormärz, il est beaucoup plus proche des conservateurs que des libéraux. Patow épouse Amalie von Endell en 1837. Le mariage avec la fille d'un patricien de Hambourg a aussi des raisons financières, puisque Patow peut réorganiser sa propriété surendettée. En 1842, il peut acquérir le château de Zinnitz et le faire réaménager dans le style classique tardif.
Patow est nommé au Conseil secret des finances et membre du Conseil d'État prussien en 1840. Un an plus tard, il devient maître de conférences au cabinet civil royal. En 1844, Patow est promu conseiller principal réel et directeur ministériel au ministère de l'Intérieur. La même année, il devient brièvement président du district de Cologne et citoyen d'honneur de la ville de Lübben.
En dehors de son travail officiel, Patow est actif au sein du comité exécutif de l'Association centrale pour le bien-être des classes ouvrières (de).
Dès 1845, Patow est nommé conseiller de la légation secrète réelle et directeur ministériel au ministère des Affaires étrangères. À ce titre, il est président de la Conférence de l'union douanière en 1846. Patow est en faveur du libre-échange, mais est également prêt à faire des compromis sur les tarifs protecteurs. En 1847, il propose une commande transnationale de transition allemande et dirige la conférence de transition correspondante à Leipzig.

## Révolution 1848/49 et Union d'Erfurt
La même année, Patow est élu membre du Parlement uni prussien. Comme auparavant au parlement provincial, il est l'un des membres les plus conservateurs. En 1848, la position politique de Patow change de manière significative vers le libéralisme. Par arrêté royal du 17 avril 1848 au ministère d'État, le nouveau « ministère du Commerce, de l'Industrie et des Travaux publics » est créé et il est déterminé qu'il « doit consacrer ses soins de préférence aux classes ouvrières et commerçantes des populations urbaines et rurales ». « La direction du ministère nouvellement formé » est donnée par le Roi « pour le moment au Conseiller de la Légation Secrète Réelle, Dr. von Patow lui confie jusqu'au 25 juin 1848 dans le cabinet Camphausen-Hansemann. Pendant ce temps, il fait rédiger, entre autres, des propositions de réforme agricole. Son projet s'inspire délibérément de la période des réformes et vise, entre autres, l'abolition des dernières charges féodales. Le projet de loi ne va pas assez loin pour les paysans et ne parvient pas à calmer les troubles, notamment en Silésie. En mai 1848, le siège de Patow est pris d'assaut par des manifestants au chômage et il lui est difficile d'échapper à de violentes attaques. Même s'il est fortement édulcoré, le projet de loi agricole de Patov est inclus dans la réforme de 1850. En 1849 Patow est haut président provisoire de la province de Brandebourg.
En 1850, Patow appartient au Parlement de l'Union d'Erfurt. Il y joue un rôle important en tant que promoteur de la politique de l'Union de la Prusse. Suivant les idées de Karl Mathy, il joue un rôle clé en tant que rapporteur de la commission constitutionnelle sur la rédaction de la constitution de l'Union.

## Homme politique de l'opposition à la Chambre des représentants
De 1849 à 1863, puis à nouveau de 1866 à 1869, Patow est membre de la seconde chambre prussienne et de la Chambre des représentants. Initialement en 1849, il est du côté des conservateurs modérés et, avec Otto von Bismarck, est un adversaire des démocrates. Mais surtout à cause de sa critique de la constitution prussienne imposée, il passe à nouveau dans le camp de l'opposition libérale. Ce changement entraîne une rupture avec Frédéric-Guillaume IV, qui défie publiquement Patow. Celui-ci démissionne alors de la fonction publique et vit alors comme propriétaire terrien à Zinnitz.
Depuis lors, Patow reste connecté au camp libéral. En 1850, il brigue le poste de lord-maire de Berlin, mais échoue en raison de l'obstruction du gouvernement. À l'époque de la réaction, il est l'un des principaux anciens libéraux du parlement. Même s'il n'est pas particulièrement doué en rhétorique, il critique vivement la politique de réaction de Manteuffel au Parlement dans les années 1850. De 1852 à 1855, il est le chef d'une faction portant son nom d'environ 40 membres. Celle-ci s'est réunie en 1855 avec la faction de Georg von Vincke. Mais même après leur fusion, leur importance diminue et ne comprend que 32 membres.

## Ministre des Finances
À l'époque nouvelle, il est ministre des Finances entre 1858 et 1862. L'influence d'Otto Camphausen et de Rudolf von Auerswald joue un rôle important dans cette nomination. En tant que ministre des Finances, il suit une formation largement libre-échangiste. Cependant, en ce qui concerne la réforme de l'armée, il ne soutient les idées de Guillaume Ier que dans une mesure limitée. Lorsque l'affaire atteint son paroxysme dans le conflit constitutionnel prussien, le gouvernement décide en 1860 d'adopter une approche inhabituelle. Elle retire la proposition initiale et demande au Parlement un budget supplémentaire substantiel du même montant pour financer l'expansion de l'armée. Cela exclut initialement les questions litigieuses. Von Patow assure aux députés qu'il n'y aura aucun préjudice pour l'ensemble du projet de loi lié à l'approbation. Cela calme la situation, mais en même temps déclenche de violentes protestations des conservateurs, qui perçoivent cela comme une défaite. De nouveau attisé de ce côté, le conflit se poursuit et atteint son paroxysme. En 1862, les ministres libéraux du gouvernement, dont von Patow, sont démis de leurs fonctions.

## Gouverneur civil et haut président
Après la guerre austro-prussienne, il est, à partir du 11 août 1866, gouverneur civil pour les régions de Nassau, Haute Hesse (de) et Francfort-sur-le-Main. Il est également député du Reichstag de la Confédération de l'Allemagne du Nord à partir de 1867 et du Reichstag jusqu'en 1873. Là aussi, il fait partie des anciens libéraux.
À partir de 1869, Patow est président de la Commission statistique centrale. À l'occasion d'une Pairsschub, il devient député de la Chambre des seigneurs de Prusse à partir de 1872. Entre 1873 et 1881, von Patow est haut président de la province de Saxe et en même temps président du district de Magdebourg. Il est également membre du parlement provincial de Saxe (de) et maréchal du parlement.

## Famille
En 1837, il épouse Amalie von Endell (1818-1846), fille du propriétaire de manoir et conseiller de guerre secret Ernst Gottlieb von Endell (1781-1856) et Luise Schrör († 1864). Le couple a deux filles :
- Marie (née le 13 août 1838 et morte le 23 juillet 1839)
- Hedwige (née le 14 décembre 1842 et morte le 3 avril 1882) mariée avec Robert von Keudell (1824-1903), diplomate prussien et envoyé impérial à Rome

Après la mort de sa première femme, il épouse Ida von Günderrode (1817-1896), fille du baron et sénateur de Francfort (de) Friedrich Carl Hector Wilhelm von Günderrode (de) (1786-1862) et de la baronne Charlotte Henriette von Closen-Haidenburg (de) (née en 1788). Leur fils Robert (mort en 1855) meurt quelques jours après sa naissance.